# Poluvsie
Poluvsie (Hongaars: Erdőrét, Duits: Halbendorf) is een Slowaakse gemeente in de regio Trenčín, en maakt deel uit van het district Prievidza.
Poluvsie telt 582 inwoners.